# Världen (ögrupp)

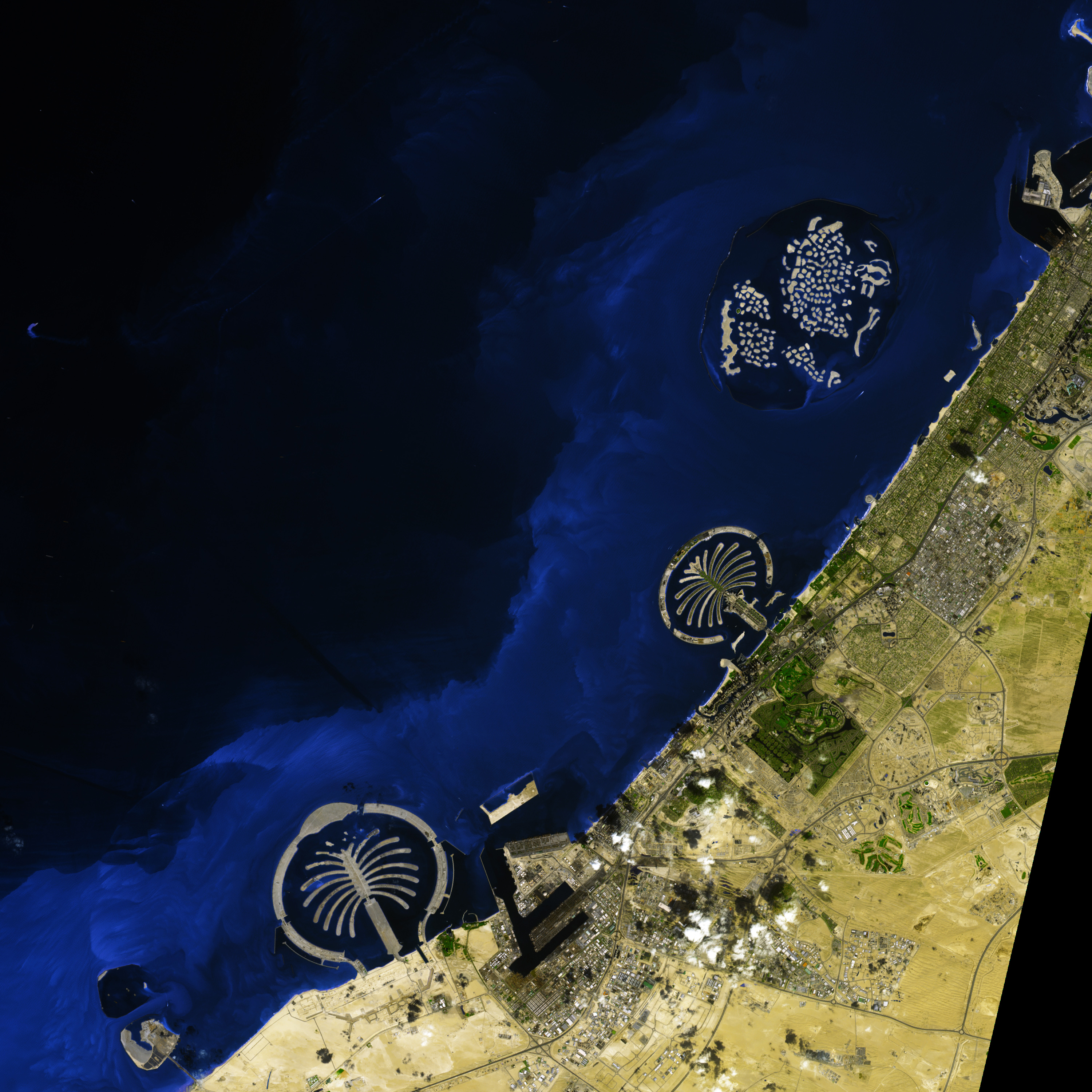
En satellitbild från 2009 över Dubai med ön "Världen" överst i bild, tillsammans med halvöarna Palm Jumeirah i mitten och Palm Jebel Ali nederst.

"Världen" (engelska: "The World"; arabiska: جزر العالم, Juzur al-Alam) är en konstgjord ögrupp i Dubai, Förenade Arabemiraten, bestående av 300 öar som tillsammans formar en världsatlas. Ögruppens landmassa stod färdig i januari 2008 och befinner sig 4 kilometer utanför Dubais kust. Världsatlasen, som är byggd ungefär i skala 1:3000, är 9 km gånger 7 km stor och omges av en 27 km lång vågbrytare. Den totala kuststräckan är 230 km.
Under våren 2012 öppnades den första verksamheten på ögruppen genom klubben Royal Island Beach Club på ön "Libanon".

## Byggandet
Ögruppen är mestadels byggd av sand från havsbotten, totalt 320 miljoner kubikmeter. Havssand användes eftersom den sand som finns i Dubais öken var för grovkornig för att kunna användas till konstgjorda öar. Ögruppen presenterades den 6 maj 2003 av Schejk Mohammed bin Rashid Al Maktoum och byggdes på fem år av Nakheel Properties. Totalkostnaden beräknas till 14 miljarder US-dollar (85 miljarder kronor).
Ögruppen var i stort sett obebyggd fram till i april 2012 då klubben Royal Island Beach Club öppnades på ön "Libanon", ett klubbhus som har cirka 250 besökare per dag. Besökarna kan köpa ett dagspass och de transporteras fram och tillbaka med båt från Palm Jumeirah. De kan tillbringa dagen på ön med dess restaurang samt andra faciliteter.

## Ekonomiska svårigheter
Projektet drabbades av stora svårigheter i samband med finanskrisen 2008 och planerade byggen har lagts på is eller ställts in. Ögruppen är idag i stort sett obebyggd med ett fåtal undantag, bland annat ön "Libanon". Ett svårt bakslag för projektet är att det finns tecken som tyder på att de konstgjorda öarna är utsatta för erosion och har börjat sjunka. I slutet av 2010-talet startade projektet upp så smått igen och målet är att ha flera öar klara till Expo 2020 i Dubai 2020. Byggandet har påverkats av coronapandemin, men flera hotell och villor i Heart of Europe, där bland annat ön Sweden Island ligger, beräknas vara inflyttningsklara före årets slut.

## Bekräftade köp
Ett av de bekräftade köpen är de öar som utgör "Australien" och "Nya Zeeland", som köptes av Investment Dar. Det irländska affärskonsortiet Larinovo hade planer på att utveckla "Irland" till en ö med irländskt tema dit turister kunde komma.

## Bildgalleri

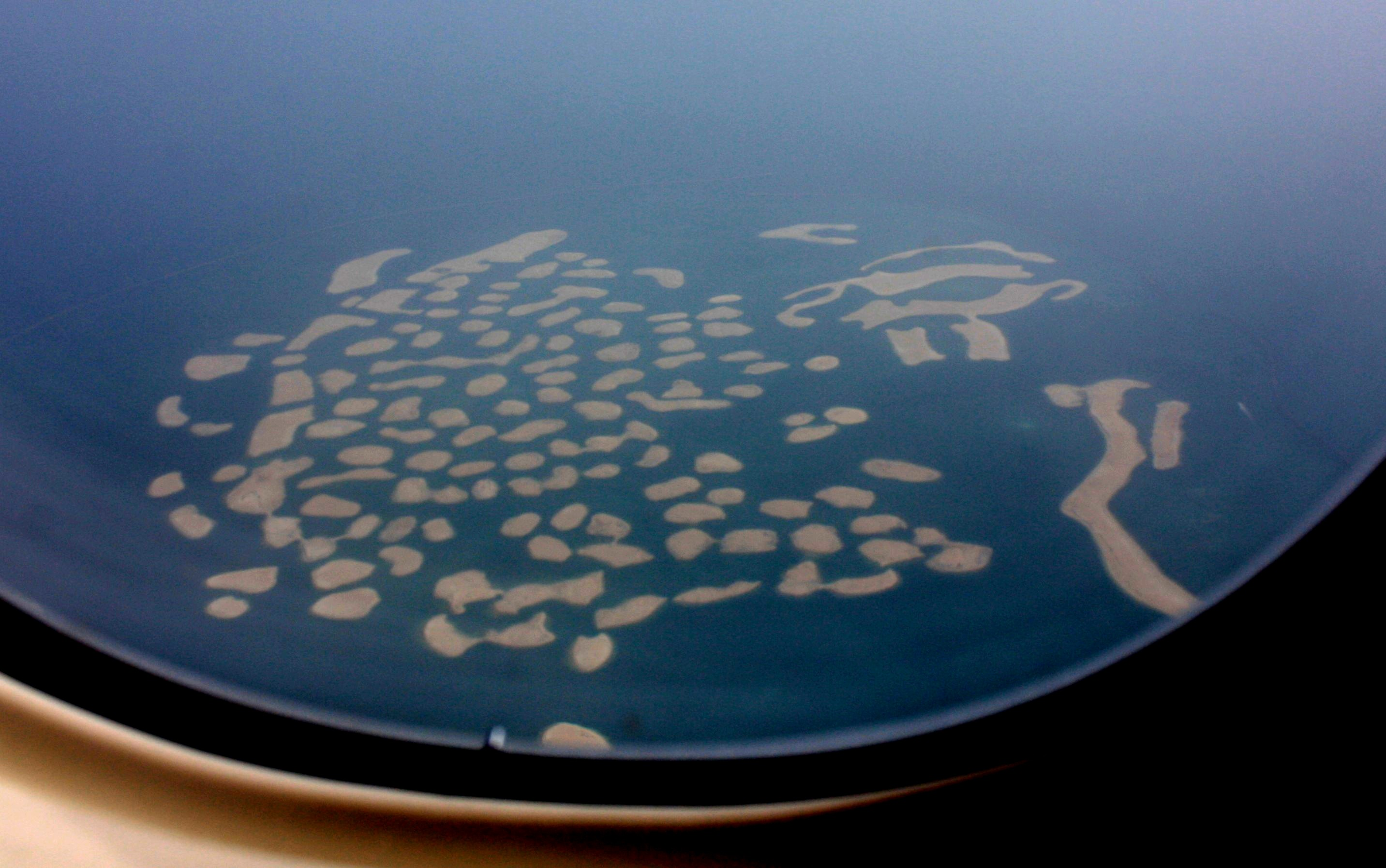
"Världen" den 2 september 2010
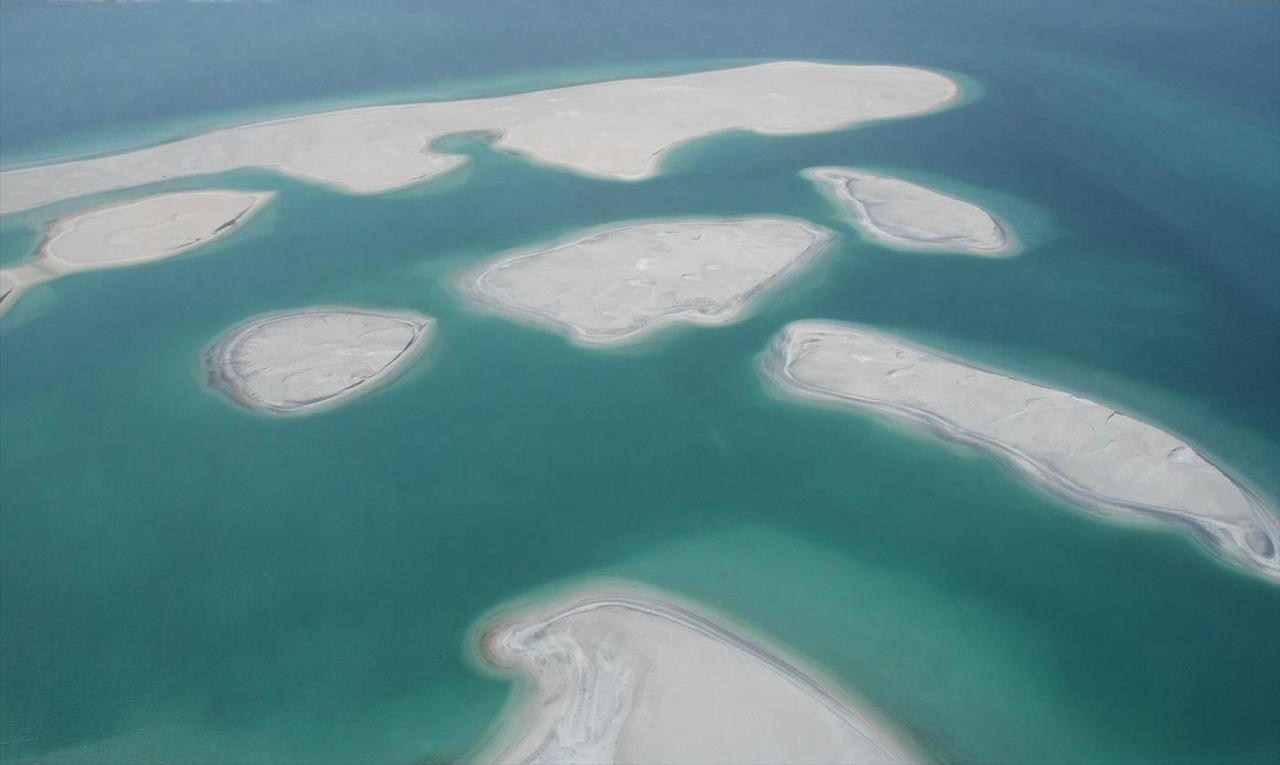
"Världen" den 1 maj 2007
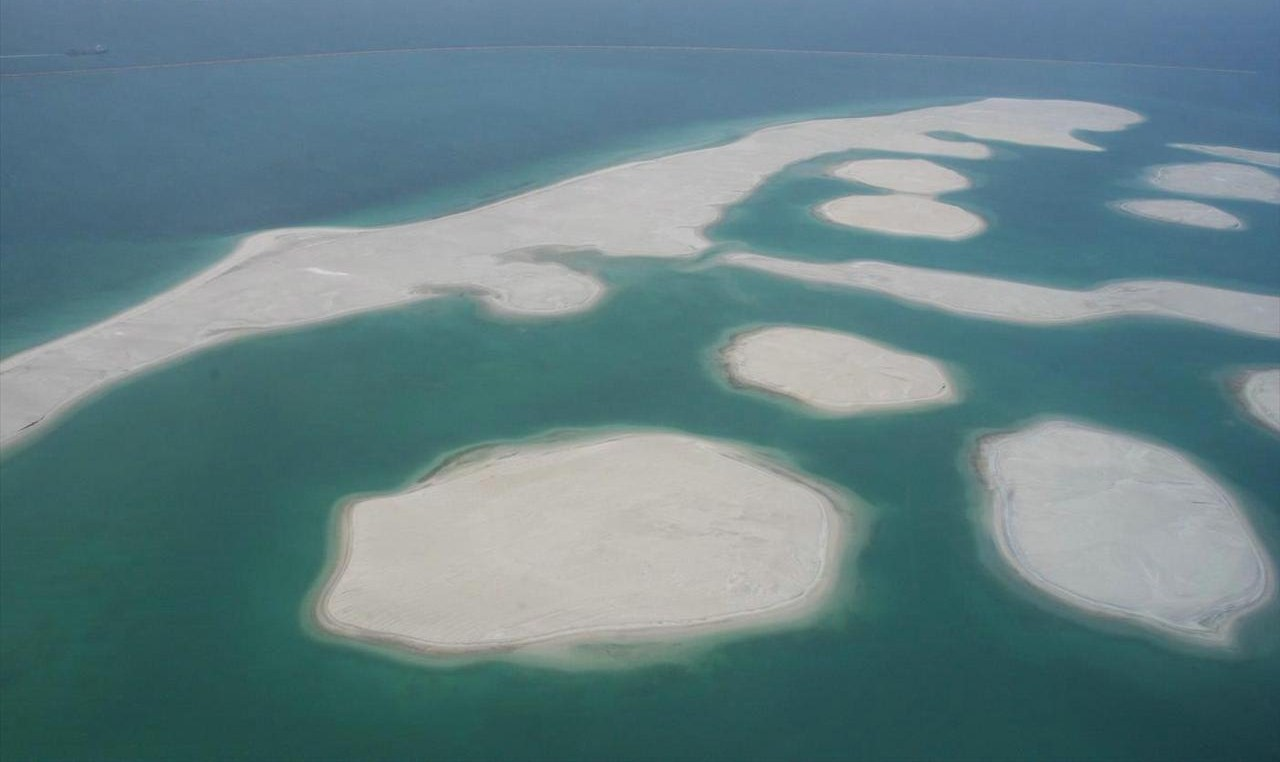
"Världen" den 1 maj 2007
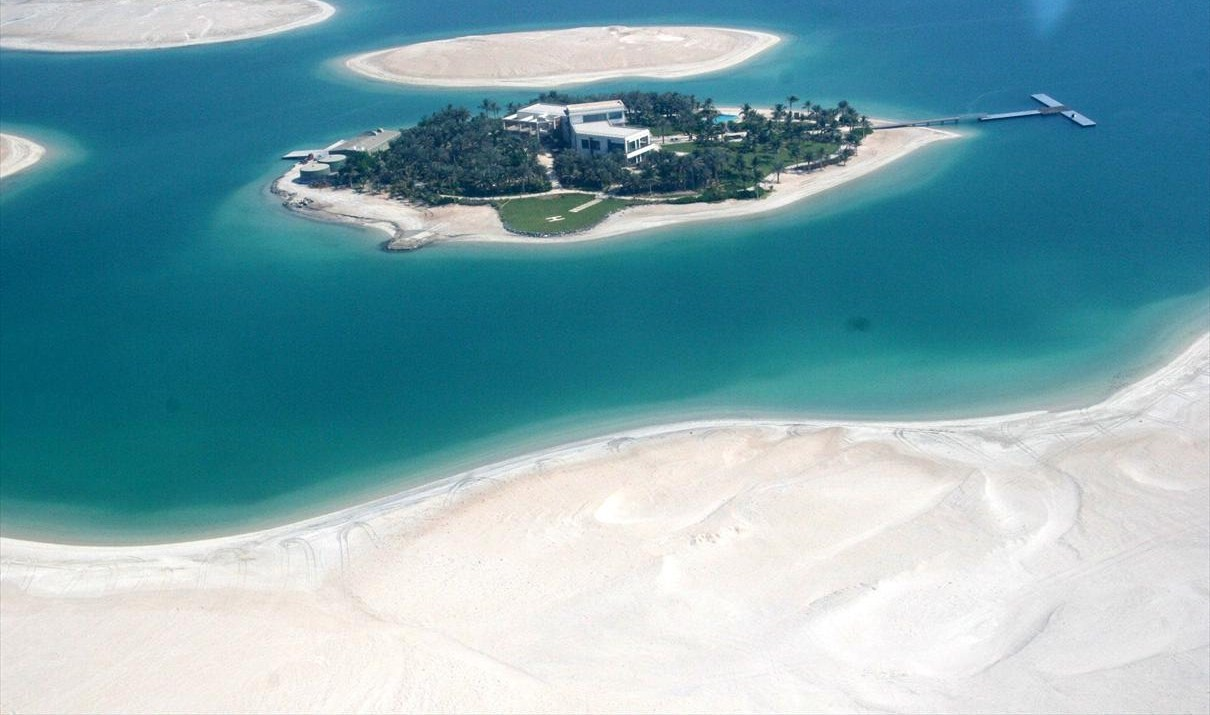
"Världens" första bebyggda ö, konstruerad som modellexempel med egen ström- och vattenförsörjning
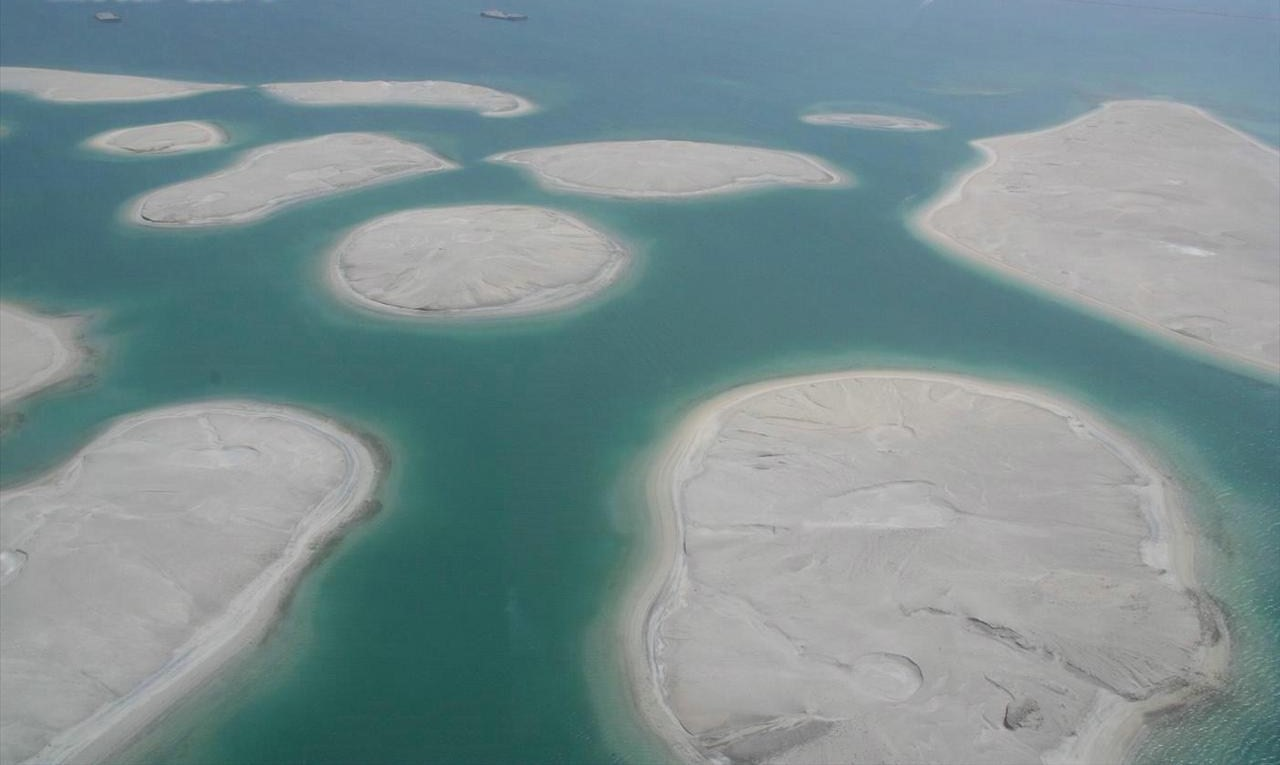
"Världen" den 1 maj 2007